# 피터 유스티노프

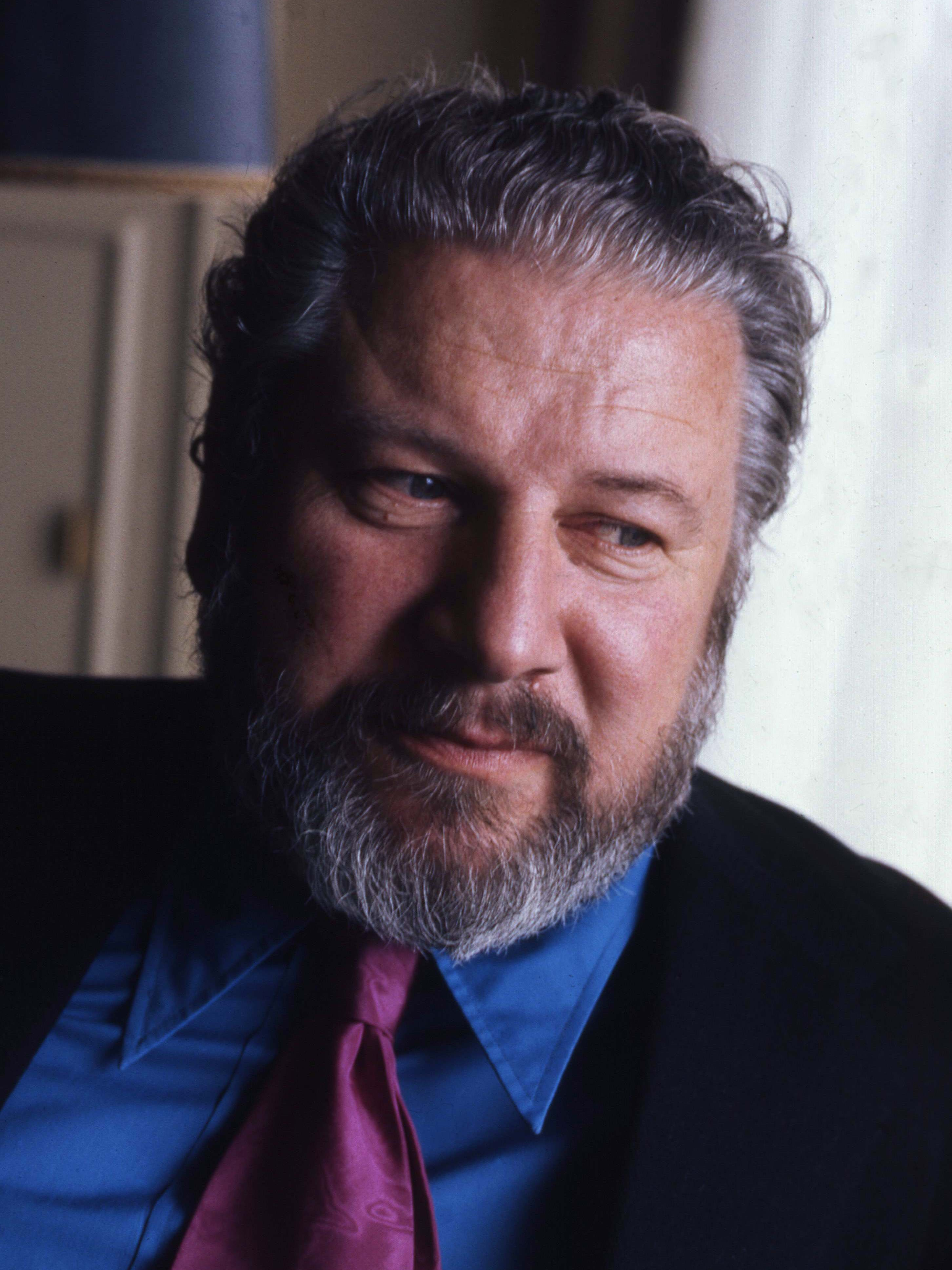
피터 유스티노프(1973년)

피터 유스티노프 경(영어: Sir Peter Alexander Ustinov, CBE, 1921년 4월 16일~2004년 3월 28일)은 영국의 배우이며, 극작가로서도 유명하다.
《후회의 집》(1942), 《자기자신의 트럼펫을 불어라》(1942), 《반베리의 코》(1944), 《선의의 비극》(1945), 《냉담한 양치기》(1948), 《진실의 순간》(1951), 《빈 의자》(1956) 등을 썼는데, 그 중에서도 가장 국제적인 반향을 불러 일으킨 것은 1951년의 작품인 《네 대령의 사랑》이다. 이것은 전쟁으로 점령된 독일의 어느 마을을 무대로 한 정치적 긴장을 옛날 이야기식으로 교묘하게 엮은 것이다. 《로마노프와 줄리엣》 또한 유명하다.
1975년 대영 제국 훈장 3등급(CBE)을 받았으며, 1990년 Knight Bachelor(기사작위)에 서임되었다.
1992년부터 2005년까지 더럼 대학교의 총장을 역임하기도 했다.

## 출연 작품
- 나일강 살인 사건